# Колвелл, Джек
Джек Колвелл (англ. Jack Colwell; 26 октября 1989 — 3 октября 2024) — австралийский певец и автор песен.

## Ранний период жизни
Мать Колвелла была концертной пианисткой. Он учился в Сиднейской консерватории.
До начала сольной карьеры Колвелл работал за кулисами австралийской музыкальной индустрии, помогая Карен О с её выступлением «Stop The Virgens» в Сиднейском оперном театре в 2012 году и занимаясь аранжировкой вокала для Architecture в Хельсинки. У него также была группа под названием Jack Colwell & The Owls.

## Карьера
Колвелл привлёк к себе внимание в августе 2015 года, когда Rolling Stone Australia представили видеоклип на его сингл Don’t Cry Those Tears.
Песня возглавляла радиочарт Metro радиостанции AMRAP четыре недели подряд, но программисты Triple J сказали Колвеллу, которому на тот момент было 25 лет, что Don’t Cry Those Tears звучит «слишком старо» для трансляции на этой станции.
В конце августа 2015 года он самостоятельно выпустил свой первый сольный EP Only When Flooded Could I Let Go.
В сентябре 2015 года Колвелл появилась в Newtown Social Club в рамках серии концертов Rolling Stone Live Lodge. В ноябре 2015 года певица и автор песен, победительница ARIA Сара Бласко объявила, что Колвелл будет основным артистом поддержки в её австралийском туре 2016 года.
В августе 2016 года Колвелл выпустил When The World Explodes, мини-альбом с ремиксами песен из Only When Flooded… от HEALTH, Fennesz, Roly Porter, Ash Koosha, Rabit и Marcus Whale.
В октябре 2016 года Колвелл дал аншлаговое шоу в Сиднейском оперном театре со струнным ансамблем.

## Работа с Патриком Вулфом
В 2018 году Колвелл сопровождал культового певца, автора песен и бывшую модель Burberry Патрика Вулфа на австралийском концерте-возвращении Вульфа, охватывающем всю его карьеру. Пара воссоединилась в январе 2020 года для аншлагового цикла шоу Вульфа в Лондоне, причём Колвелл помогал в аранжировках и многоинструментальном аккомпанементе. Вспоминая свой первый визит на концерт Вульфа, Колвелл сказал: «Мне было 17 лет, и у меня было поддельное удостоверение личности. Я был действительно поражен тем, насколько замечателен его певческий голос. Я был потрясён».

## Лебединая мечта
Колвелл самостоятельно выпустил свой дебютный альбом Swandream в 2020 году.
Спродюсированный Сарой Бласко, альбом Swandream получил признание критиков: NME назвал его «совершенно интуитивным произведением с мгновенным воздействием», а The Guardian сказал: «Колвелл и Бласко создали историю с полным погружением, которая одновременно театральна и реальна».
BrooklynVegan назвал Swandream «пластинкой, полной сочных, меланхолических баллад и возвышенных гимнов», а Junkee назвал его «самым зажигательным и красивым альбомом года на данный момент».
Swandream занял 5-е место в списке «25 лучших австралийских альбомов 2020 года» по версии NME.
До выхода альбома Колвелл поделился совместной работой с Оуэном Паллеттом  I Will Not Change My Ways. Песня была записана одним дублем, пока Колвелл был в родном Торонто Паллетта. Альтернативная версия появилась на Swandream.
Трек из альбома In My Dreams был ремиксован Робином Гатри из Cocteau Twins. Версия Гатри появилась вместе с ремиксами Джоэла Эми из Wolf Alice и австралийских музыкантов Rainbow Chan и Marcus Whale на EP Swanlux.

## Литературная и журналистская деятельность
Колвелл писал эссе для The Guardian, Kill Your Darlings и других, а также выступал с докладами на Национальном фестивале молодых писателей и Фестивале начинающих писателей.

## Пропаганда
В ноябре 2016 года Колвелл выпустил  песню No Mercy в честь умершего австралийского подростка Тайрона Ансворта.
В сентябре 2017 года Колвелл запрограммировал и выступил на концерте Unity: the Equality Campaign в театре Enmore в Сиднее с Сарой Бласко, Killing Heidi, The Jezabels и другими. Доходы от мероприятия пошли в Australian Marriage Equality, зарегистрированную благотворительную организацию, выступающую за легализацию однополых браков в Австралии.

## Личная жизнь и смерть
Колвелл родился на три месяца раньше срока 26 октября 1989 года.
Он был известным поклонником Тори Эймос. В 2015 году Kill Your Darlings опубликовал  эссе Колвеллa Ears with Feet: Life Among the Tori Amos Super Fans. В 2017 году Колвелл сказал Double J: «Что мне нравится в Тори, так это то, что она сделала пианино крутым».
Джек Колвелл умер 3 октября 2024 года, менее чем за месяц до своего 35-летия.